# Liste der Auslandsreisen von Bundeskanzler Friedrich Merz
Die Liste der Auslandsreisen von Bundeskanzler Friedrich Merz enthält alle offiziellen Dienstreisen außerhalb Deutschlands, die er seit seinem Amtsantritt am 6. Mai 2025 durchgeführt hat.

## Funktion
Auslandsreisen des Bundeskanzlers dienen zum einen der Vertiefung der bilateralen Beziehungen zu den besuchten Ländern. Hierbei werden Themen der sozialen, politischen und/oder wirtschaftlichen Zusammenarbeit erörtert und gegebenenfalls entsprechende Verträge unterzeichnet. Neben den offiziellen Anlässen sind Besuche von Museen, kulturelle und sportliche Veranstaltungen, Entgegennahme von Ehrungen und Preisen ein weiterer Bestandteil der Auslandsreisen. Zum anderen dienen Auslandsbesuche der Pflege multilateraler Beziehungen bzw. der Vertretung Deutschlands bei offiziellen Treffen der Europäischen Union, der G7-Staaten, der Vereinten Nationen und anderen internationaler Organisationen.

## Liste der Auslandsbesuche

### 2025
| Datum            | Ort                  | Staat                  | Hauptgrund | Themen und weitere Vor-Ort-Termine | Bild |
| ---------------- | -------------------- | ---------------------- | --- | --- | ---- |
| 7. Mai           | Paris                | Frankreich             | Treffen mit Präsident Emmanuel Macron | - Bekräftigung der deutsch-französischen Freundschaft - Sicherheit: Gemeinsamer Verteidigungsrat geplant - Ukraine: Klare Unterstützung, Sicherheitsgarantien - Weitere Themen: Wirtschaft, Migration, Nahost und Mercosur-Abkommen |      |
| 7. Mai           | Warschau             | Polen                  | Treffen mit Ministerpräsident Donald Tusk | - Erinnerung: Denkmal für polnische Opfer in Berlin angekündigt - Sicherheit: Ausbau der deutsch-polnischen Zusammenarbeit - Migration: Debatte über deutsche Grenzkontrollen - Ukraine: Einigkeit über weitere Unterstützung - Infrastruktur: Ausbau grenzüberschreitender Projekte geplant                                                                                     |      |
| 9. Mai           | Brüssel              | Belgien                | - Treffen mit der Präsidentin der Europäischen Kommission, Ursula von der Leyen - Treffen mit dem Präsidenten des Europäischen Rates, António Costa - Treffen mit der Präsidentin des Europäischen Parlaments, Roberta Metsola - Treffen mit NATO-Generalsekretär Mark Rutte | - Von der Leyen: Ukraine-Hilfe, Handel, Migration, Verteidigungsausgaben - Costa: EU-Wettbewerbsfähigkeit, Sicherheit, gemeinsame Prioritäten - Metsola: Einigkeit bei Ukraine-Unterstützung, EU-Institutionen stärken - Rutte (NATO): Ukraine, NATO-Gipfel-Vorbereitung, Verteidigungsfähigkeit                                                                                 |      |
| 10. Mai          | Kiew                 | Ukraine                | - Treffen mit Präsident Wolodymyr Selenskyj - Treffen mit dem britischen Premierminister Keir Starmer - Treffen mit dem französischen Präsidenten Emmanuel Macron - Treffen mit dem polnischen Ministerpräsidenten Donald Tusk                                               | - Gemeinsames Telefonat mit US-Präsident Donald Trump - Waffenruhe-Forderung an Russland (30 Tage) - Aufhebung deutscher Waffenreichweitenbeschränkung - Drohung mit neuen Sanktionen bei Ablehnung - Gedenken auf dem Maidan |      |
| 16. Mai          | Tirana               | Albanien               | Teilnahme am Gipfeltreffen der Europäischen Politischen Gemeinschaft | - Ukraine: Geschlossenheit gegen Russland, Waffenruhe gefordert - Stärkung der Verteidigungsfähigkeit Europas - EU-Erweiterung: Unterstützung für Beitritt Albaniens bis 2030 - Weitere Themen: Wirtschaft, Migration & Jugend - Am Rande: Gemeinsames Telefonat von Macron, Starmer, Selenskyj, Tusk und Merz mit Donald Trump                                                  |      |
| 17. Mai          | Rom                  | Italien                | Treffen mit Ministerpräsidentin Giorgia Meloni | - Migration: Unterstützung für Asylzentren in Drittstaaten (z. B. Albanien) - Ukraine: Waffenruhe priorisiert, keine Truppen - Wirtschaft: Kritik an EU-Umweltpolitik, Fokus auf Wettbewerbsfähigkeit - Ausblick: Deutsch-italienische Regierungskonsultationen 2026 |      |
| 18. Mai          | Vatikanstadt         | Vatikanstadt           | Teilnahme an der Amtseinführung von Papst Leo XIV. | - Teilnahme mit deutscher Delegation (u. a. Klingbeil und Klöckner) - Treffen mit Präsident Wolodymyr Selenskyj |      |
| 22. Mai          | Vilnius              | Litauen                | - Treffen mit Präsident Gitanas Nausėda - Teilnahme am Aufstellungsappell der Panzerbrigade 45 | - Reise zum Aufstellungsappell gemeinsam mit Bundesverteidigungsminister Boris Pistorius - Truppenbesuch, Gespräch mit Brigadegeneral Christoph Huber, Panzerbesichtigung - Themen bei Gespräch mit Gitanas Nausėda: NATO-Ostflanke, Ukraine, Sicherheitspolitik, Verteidigungsausgaben - Rheinmetall: Bau einer Munitionsfabrik & geplantes Wartungszentrum für deutsche Panzer |      |
| 26. und 27. Mai  | Turku und Kultaranta | Finnland               | - Teilnahme als Ehrengast am Abendessen des Nordischen Gipfels - Treffen mit Ministerpräsident Petteri Orpo - Treffen mit Präsident Alexander Stubb | - Themen: russische Bedrohung, Ostsee-Sicherheit, Ukraine-Unterstützung, Verteidigungszusammenarbeit - Strategische Partnerschaft zwischen Deutschland und Finnland |      |
| 5. Juni          | Washington, D.C.     | Vereinigte Staaten     | - Treffen mit Präsident Donald Trump | - Krieg in der Ukraine, Sanktionen gegen Russland, Zusammenarbeit zwischen EU und USA, Handelskonflikt und Zölle |      |
| 15. bis 17. Juni | Kananaskis           | Kanada                 | - Teilnahme am G7-Gipfel 2025 | - Krieg in der Ukraine, Lage im Nahen Osten, Energiesicherheit, Förderung wirtschaftlicher Resilienz |      |
| 24. und 25. Juni | Den Haag             | Niederlande            | - Teilnahme am NATO-Gipfel 2025 | - Verteidigungsausgaben, Ausbau militärischer Fähigkeiten, Steigerung der Industrikapazität für Rüstungsproduktion, Unterstützung der Ukraine |      |
| 26. und 27. Juni | Brüssel              | Belgien                | - Teilnahme am Europäischen Rat | - Lage in der Ukraine, Entwicklungen im Nahen Osten, Stärkung der Wettbewerbsfähigkeit der EU, europäische Sicherheit und Verteidigungsfähigkeit |      |
| 10. Juli         | Rom                  | Italien                | - Teilnahme an der Ukraine Recovery Conference | - Internationale Unterstützung beim Wiederaufbau der Ukraine |      |
| 17. Juli         | London               | Vereinigtes Königreich | - Treffen mit Premierminister Keir Starmer | - Unterzeichnung eines Freundschaftsvertrags zwischen Großbritannien und Deutschland (Kensington-Vertrag) |      |
| 18. August       | Washington, D.C.     | Vereinigte Staaten     | - Begleitung des ukrainischen Präsidenten Wolodymyr Selenskyj - Treffen mit Präsident Donald Trump | - Verhandlungen zu einer möglichen Beendigung des Russisch-Ukrainischen Kriegs |      |